# 方舟之丘
方舟之丘（日语： āku hiruzu */?），或稱為赤坂方舟之丘，又譯為方舟山，是位於日本東京都港區的都市複合開發區，位處赤坂及六本木的交界，由森大廈主導開發，1983年動工、1986年開業。其名稱中的「ARK」為赤坂（Akasaka）、六本木（Roppongi）、接縫（knot / ）三字的首字母縮略字，該詞同時意同方舟。做為日本最早出現的大型都市再開發計畫之一，其開業時入選當年的新語·流行語大獎。
三得利音樂廳、朝日電視台ARK放送中心、東京全日空洲際酒店坐落於此。

## 外部連結
- 官方网站

35°40′1.6″N 139°44′24.6″E / 35.667111°N 139.740167°E